# Aline Bei
Aline Bei (São Paulo, 9 de outubro de 1987) é uma escritora brasileira. Conhecida por sua prosa intimista, poética e experimental, seus livros vêm alcançando grande projeção comercial ao retratarem experiências femininas de dor, solidão e perda.

## Formação
É graduada em Letras pela PUC-SP e em Artes Cênicas pelo Célia Helena Centro de Artes e Educação, também de São Paulo.

## Prêmios e reconhecimentos
Depois de ganhar o Prêmio Toca, criado pelo escritor Marcelino Freire, escreveu em 2017 seu primeiro romance, O peso do pássaro morto. Com ele, foi a vencedora do Prêmio São Paulo de Literatura de 2018 na categoria Melhor Romance de Autor com Menos de 40 anos.
O peso do pássaro morto também foi publicado em francês sob o nome Le poids de cet oiseau-là  e, em 2020, ganhou uma adaptação teatral em streaming com idealização e atuação de Helena Cerello, direção de Nelson Baskerville e música original de Daniel Maia. Essa adaptação foi mais tarde reproduzida nos palcos em formato monólogo presencial.
Em 2022, Bei foi novamente finalista do Prêmio São Paulo de Literatura e ficou entre os cinco finalistas do 64º Prêmio Jabuti na categoria Romance Literário com seu segundo livro, Pequena coreografia do adeus (Companhia das Letras, 2021). 

## Obras

### Romances
- 2017 - O peso do pássaro morto[nota 1]
- 2021 - Pequena coreografia do adeus
- 2025 - Uma delicada coleção de ausências[11]

Todos os livros possuem edições em 2025 pela Companhia das Letras. 

### Contos
- 2018 - Ego
- 2019 - Dente torto (conto na antologia "Contos brutos")
- 2020 - Ruth sem medo (conto na antologia "Pandemônio: Nove narrativas entre São Paulo - Berlim")[12]
- 2020 - Rua sem saída